# Poraniidae
De Poraniidae zijn een familie van zeesterren uit de orde van de Valvatida.

## Geslachten
- Bathyporania Mah & Foltz, 2014
- Chondraster Verrill, 1895
- Clavaporania Mah & Foltz, 2014
- Culcitopsis Verrill, 1914
- Glabraster A.H. Clark, 1916
- Marginaster Perrier, 1881
- Porania Gray, 1840
- Poraniomorpha Danielssen & Koren, 1881
- Poraniopsis Perrier, 1891
- Spoladaster Fisher, 1940
- Tylaster Danielssen & Koren, 1881

## Afbeeldingen

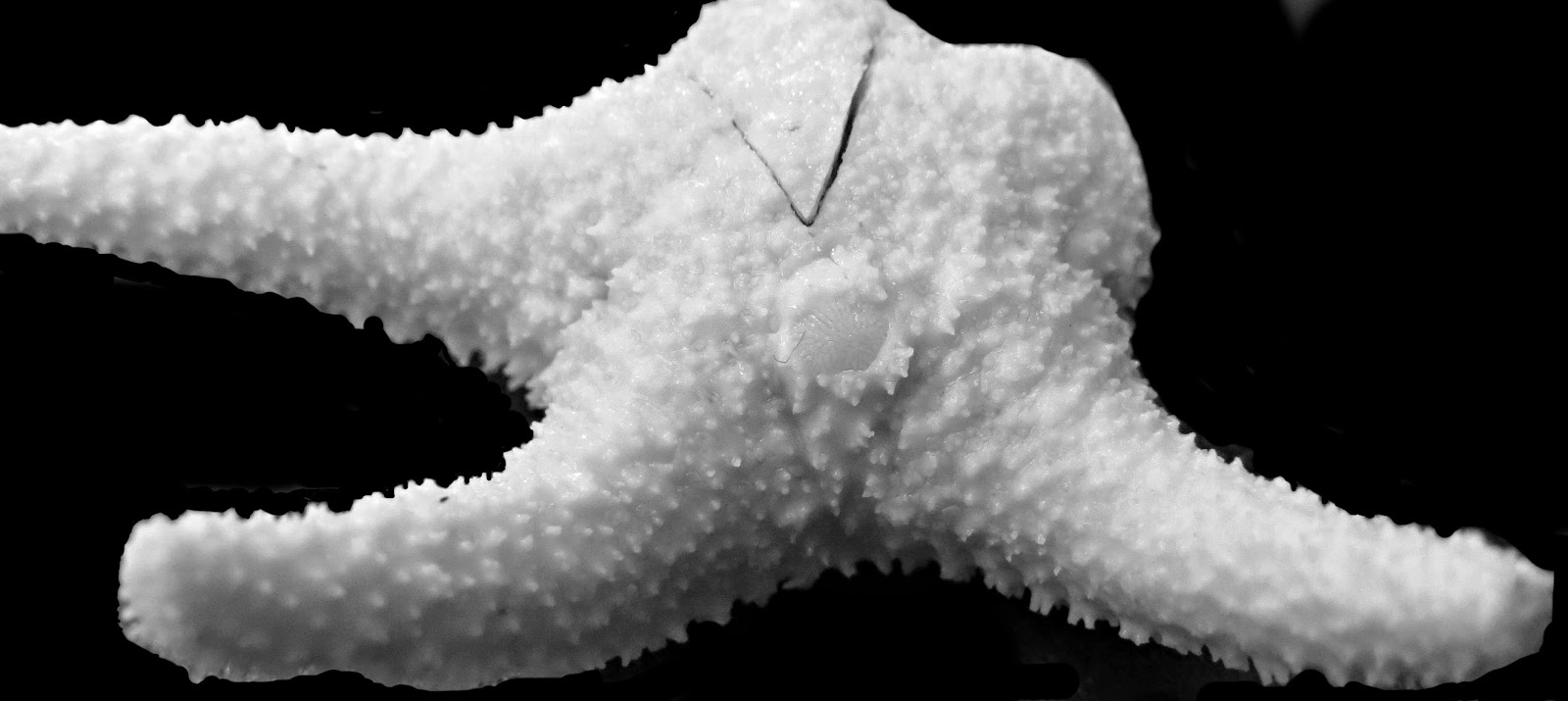
Bathyporania ascendens
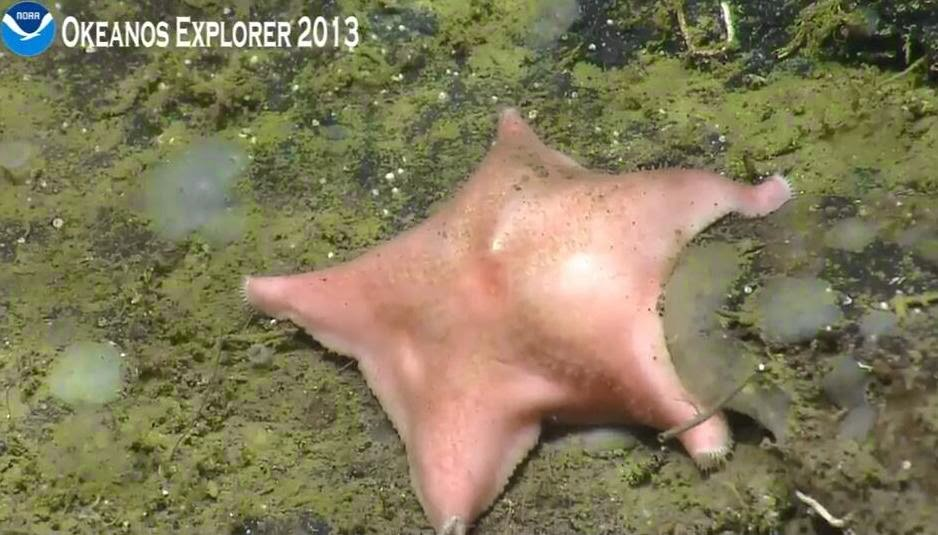
Chondraster grandis
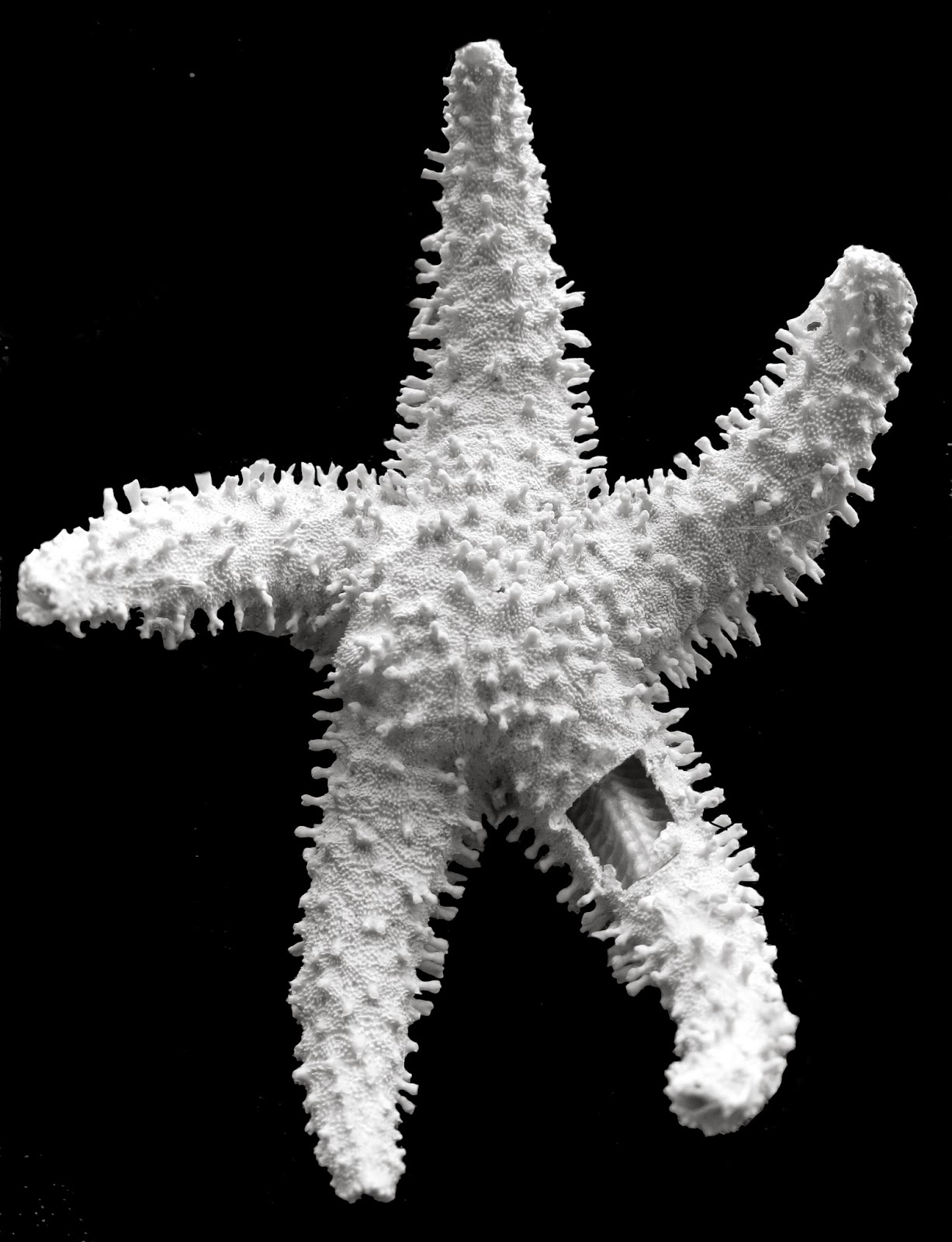
Clavaporania fitchorum
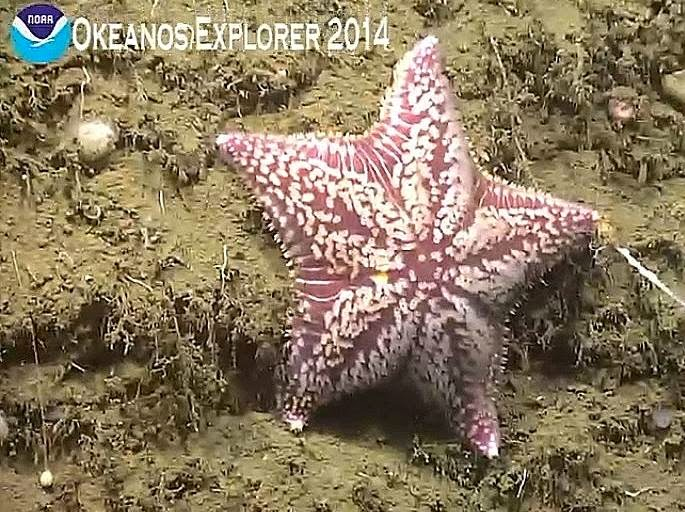
Porania pulvillus
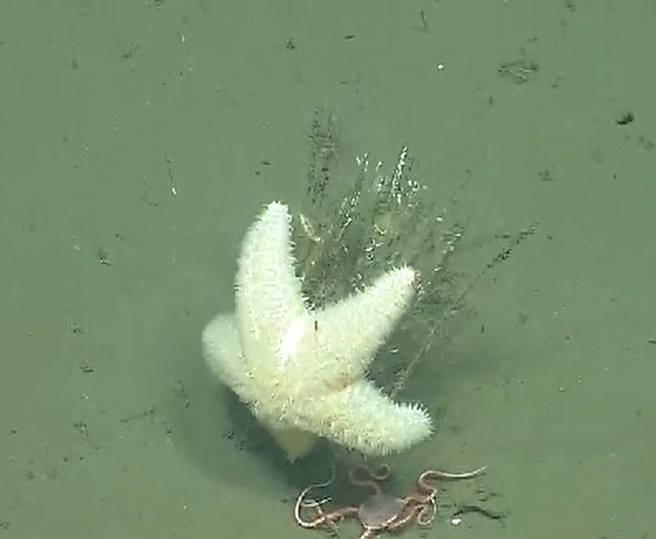
Poraniopsis inflata